# Каштановые крапивники
Каштановые крапивники (лат. Cinnycerthia) — род певчих птиц семейства крапивниковых (Troglodytidae). Распространены в Южной Америке. Представители рода достигают длины 14—16,5 см, имеют короткий клюв и довольно простую окраску оперения — красновато-коричневое с тёмными полосами на крыльях и хвосте.

## Виды
В состав рода включают четыре вида:
- Cinnycerthia unirufa (Lafresnaye, 1840) — Андский каштановый крапивник
- Cinnycerthia olivascens Sharpe, 1882
- Cinnycerthia peruana (Cabanis, 1873) — Перуанский каштановый крапивник
- Cinnycerthia fulva (Sclater, 1874)

C. olivascens и C. fulva ранее рассматривались как подвиды перуанского каштанового крапивника.